# Groszek leśny
Groszek leśny (Lathyrus sylvestris L.) – gatunek rośliny z rodziny bobowatych. Naturalny obszar występowania obejmuje niemal całą Europę, Maroko w Afryce Północnej oraz Syberię Zachodnią i Kaukaz. W Polsce jest pospolity.

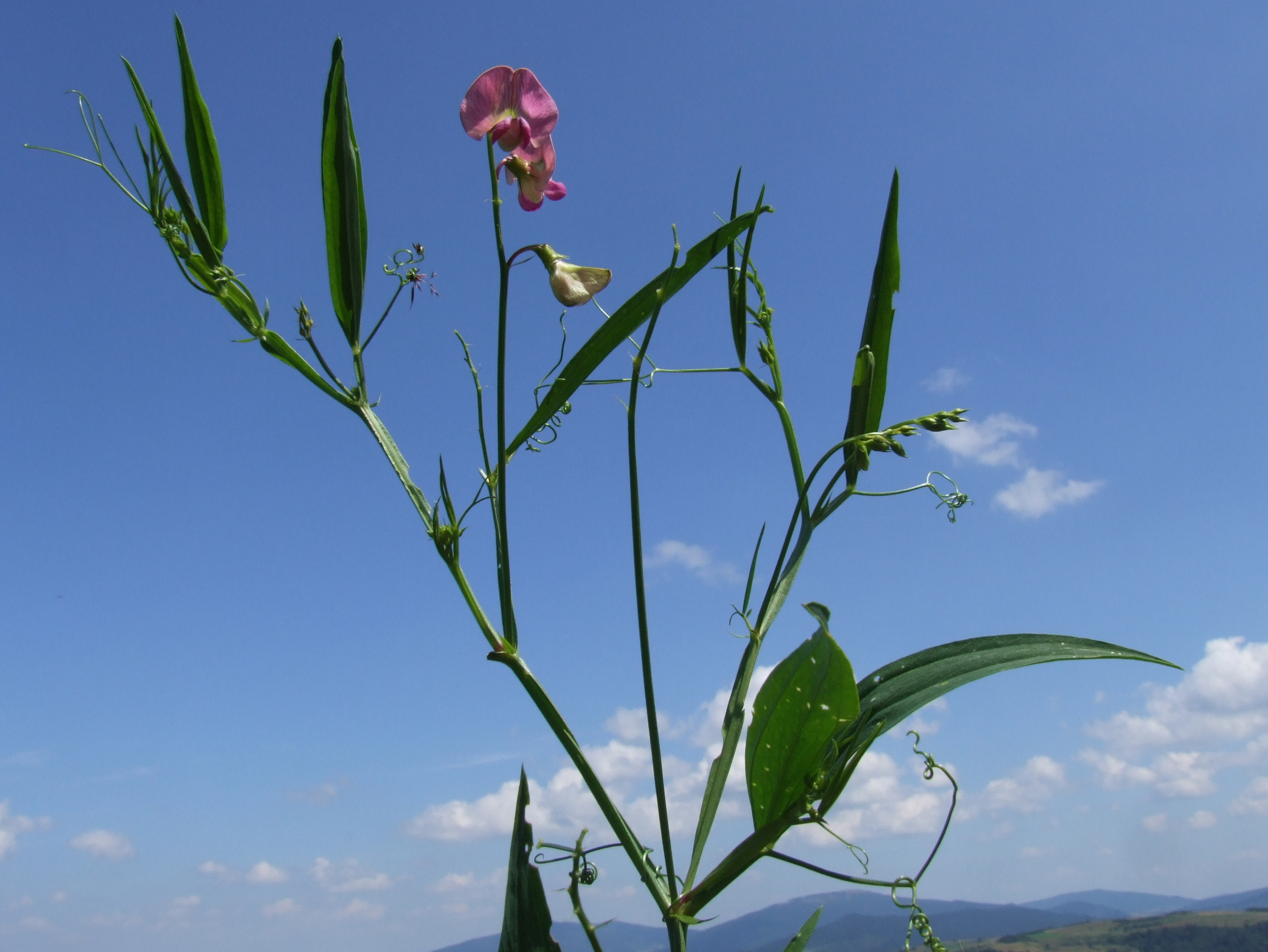
Pokrój

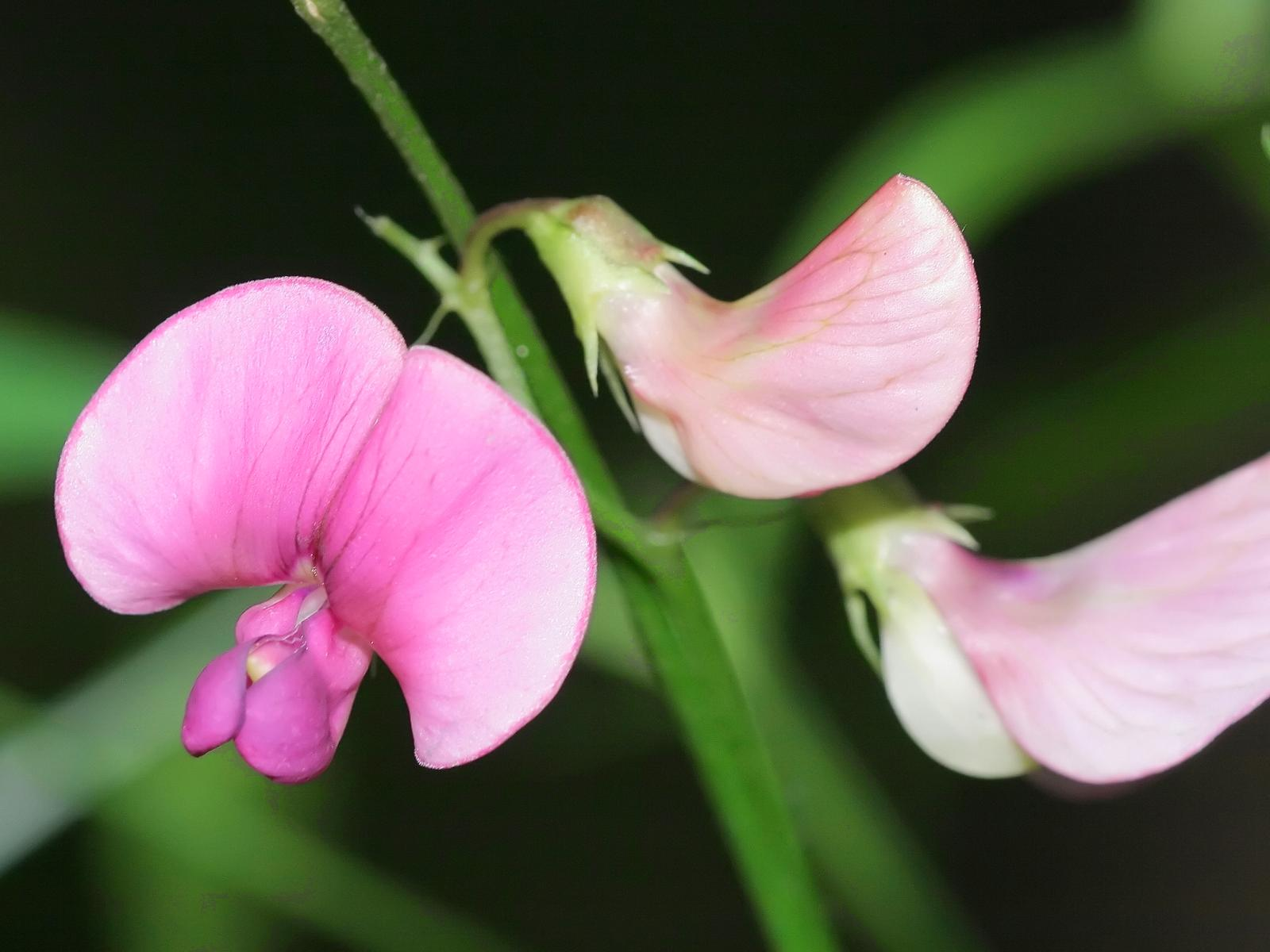
Kwiaty

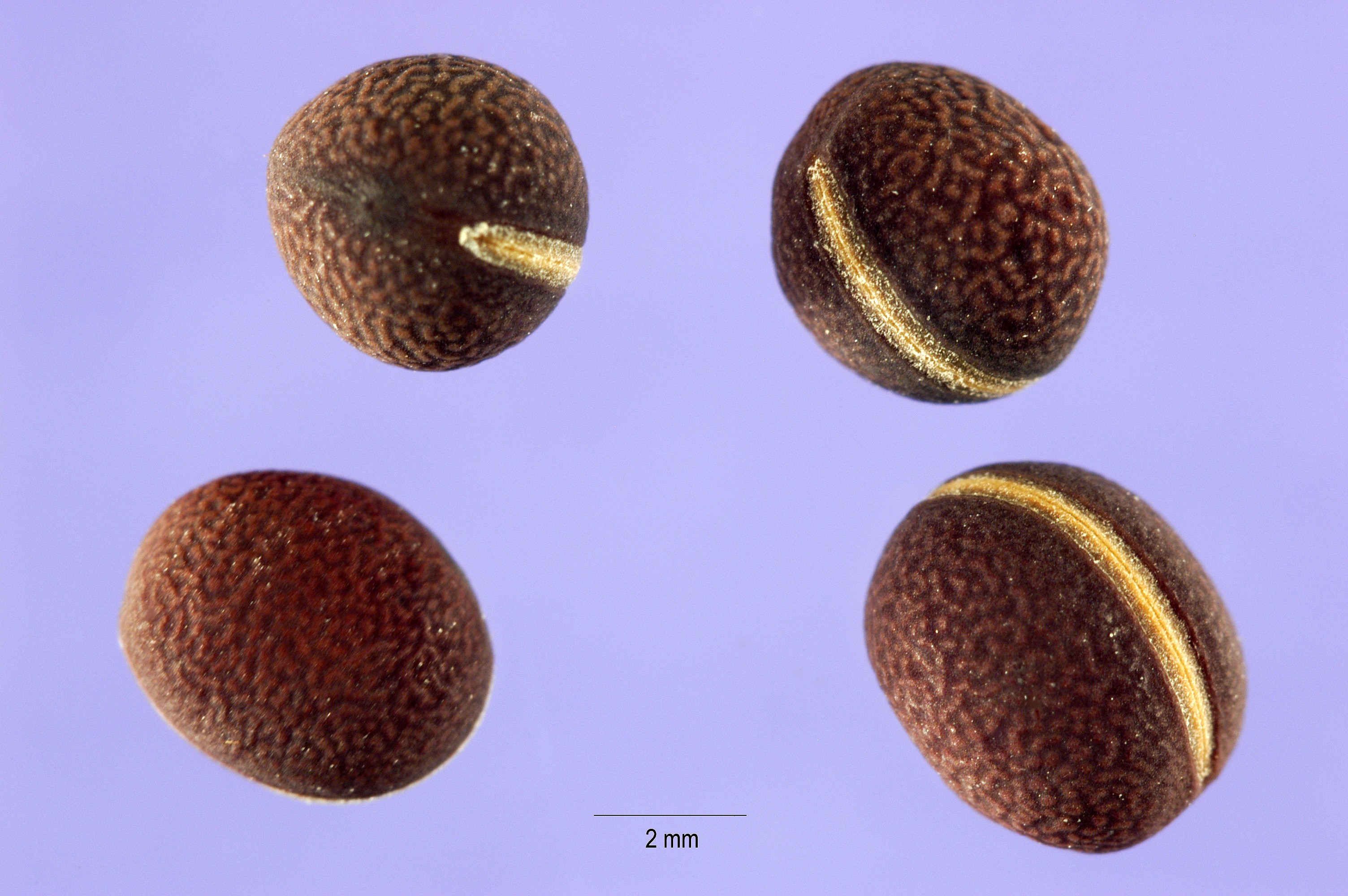
Nasiona

## Morfologia
ŁodygaLeżąca, wznosząca się lub pnąca o długości od 100 do 200 cm. Jest niezbyt szeroko oskrzydlona.
LiścieWszystkie liście złożone z jednej tylko pary listków. Listki lancetowate, ostro zakończone, zazwyczaj 3–5 nerwowe. Z osadki liści wyrasta wąs czepny. Ogonki liściowe oskrzydlone, o skrzydełkach zazwyczaj węższych od skrzydełek łodygi. Przylistki wąskolancetowate, o szerokości około 4 razy mniejszej od szerokości łodygi wraz z jej skrzydełkami.
KwiatyMotylkowe, o długości 13–18 mm (wyjątkowo do 20 mm), zebrane w 3–5 kwiatowe grono. Są różowe z ciemniejszym, prążkowanym i na grzbiecie zielonawym żagielkiem. Łódeczka zielonawa z purpurowym szczytem.
OwocePrzeważnie nagie strąki. Na nasionach znajduje się znaczek otaczający co najmniej połowę ich obwodu.

## Biologia i ekologia
Bylina, hemikryptofit. Kwitnie od lipca do sierpnia. Rośnie w lasach, zaroślach i na suchych łąkach. W Polsce jest pospolity na całym niżu oraz w niższych położeniach górskich/.  Gatunek charakterystyczny dla klasy (Cl.) Trifolio-Geranietea. Liczba chromosomów 2n = 14.